# Hachis parmentier
Hachis parmentier é um empadão de carne e puré de batata, tradicional da culinária da França; o nome desta iguaria é uma homenagem a Antoine Parmentier, nutricionista francês dos séculos XVIII e XIX, que realizou muita pesquisa e publicou estudos sobre as qualidades da batata, contribuindo assim para o seu consumo na França. Por outro lado, a palavra “hachis” é derivada do verbo “hacher”, que significa moer ou cortar finamente; na França, o hamburger é normalmente chamado “steak haché”.

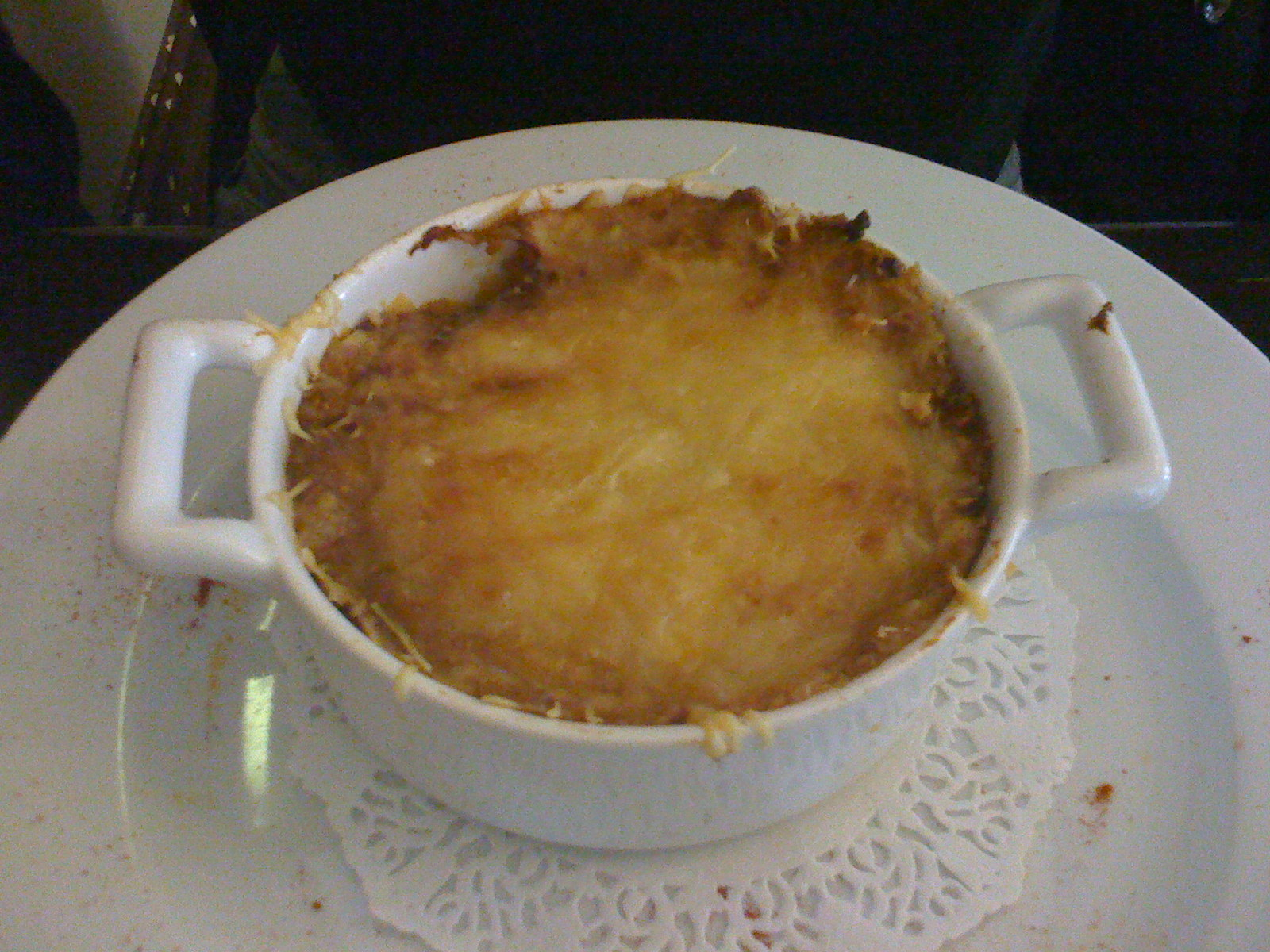
Gratinado de Hachis parmentier.

A base deste empadão é uma preparação de carne bovina moída, muitas vezes aproveitando restos de outro prato, cozinhada num refogado de cebola e, por vezes, outros vegetais; esta preparação é colocada num prato de ir ao forno, coberta com puré de batata e assada até a superfície ficar dourada. No entanto, o prato permite muitas variações, tanto nos ingredientes principais, como nos condimentos e mesmo na forma de preparação. Para além da carne de vaca, pode usar-se qualquer outra carne ou peixe e no refogado é comum misturar cenoura cortada. A receita básica do puré de batata consiste em misturar leite, manteiga e noz moscada, sal e pimenta, ao puré de batata cozida e ferver levemente, para os incorporar. 
Uma variante consiste em colocar a carne entre duas camadas de puré, como no empadão português. A carne pode ser misturada com gruyère e ovos batidos e cozinhada já dentro do forno; também pode ser cozinhada com tomate, cogumelos, alho-porro, abobrinha, temperada com mostarda, chalotas, tomilho, cebolinho e vinho e engrossada com nata ou farinha.